# PP?
PP? war eine deutsche Electro-Band. 

## Geschichte
Das Projekt PP? wurde 1989 durch den Keyboarder Stephen H. Frye und den Sänger Mark D. Chicken in Bielefeld gegründet. Der Name PP? generierte sich aus dem Satz „Why should it be permanently perfect?“, entsprechend druckte das Duo diesen Fragesatz sowie gelegentlich die kurze Ableitung „Permanent(ly) Perfect?“ auf Tonträgern ab. Die hervorgehobene Darstellung der Majuskeln und des Fragezeichens blieb dabei gleich und verwies zurück auf den offiziellen Bandnamen PP?. 
Nach ersten Demos aus dem Jahr 1990 und 1991 sowie dem ersten Konzert 1991 platzierte das Duo zwei Stücke auf der Kompilation Forms of Electronic Body Music II. Ebenfalls 1991 wurden weitere Kassetten wie Bring Me The Neighbour’s Dog Before I Fuck Myself und Suicide Passions aufgenommen und in kleiner Auflage vertrieben, zum Teil an Freunde verschenkt.

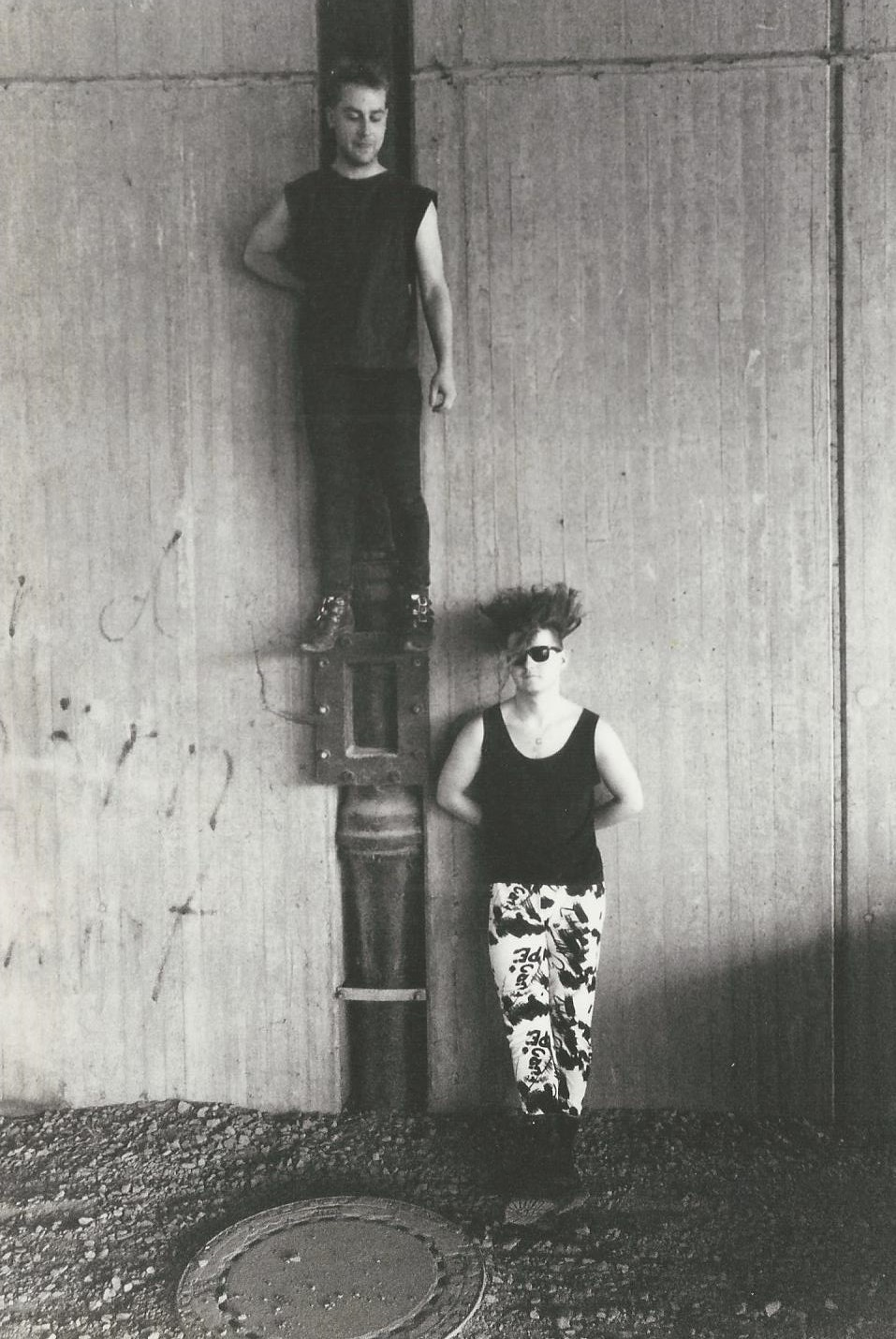
PP? Bandfoto 1992

Die Debüt-EP Splendid Threat erschien im darauf folgenden Jahr über KM Musik. Im Jahr 1993 begann die Gruppe mit europaweiter Tourtätigkeit, die sie als Vorgruppe für Bands wie Oomph! und Project Pitchfork absolvierte. An der 1993 erschienenen Kompilation Scanning Vol. 1 beteiligten sich PP? mit einer Coverversion des Jon-Secada-Stücks Just another Day. 
1994 erschien mit Itum Allenro (Ornella Muti rückwärts gelesen) das erste Album der Gruppe. Der Titel Ohnmacht avancierte dabei zu einem Clubhit in der Schwarzen Szene. Bei dem Stück Rostock (An Antifascist Song), das die Ausschreitungen in Rostock-Lichtenhagen thematisiert, wirkte Stefan Schäfer von Prager Handgriff als Gastsänger mit. 
Für die Lieder Rostock (An Antifascist Song), Alpha HF, Ohnmacht, Somewhere Between Death and Birth und Silver Scorpio wurden im darauf folgenden Jahr Musikvideos produziert, die 1995 auf der VHS-Kassette Tod, Tanz & Tarantelbein gemeinsam mit mehreren Konzertaufnahmen veröffentlicht wurden. Ebenfalls 1995 trat PP? in Belgien mit Welle:Erdball als Vorgruppe auf. Ein Jahr später bestritt PP? eine kurze Tournee mit Welle:Erdball und trat als Vorgruppe für Calva Y Nada im Werk 2 auf. 1997 wurde die EP Like a Tongue über Sample & Hold Musikproduktionen veröffentlicht. Mit Safe Sex enthielt die EP einen weiteren Clubhit von PP?. Im anschließenden Jahr schied Frye aus der Gruppe aus. Chicken führte das Projekt mit wechselnden Gastmusikern ohne weitere offizielle Veröffentlichungen fort. Nach einer Tournee durch Brasilien zum Ende des Jahres, die zum Teil von MTV Brazil aufgezeichnet und ausgestrahlt wurde, löste Chicken PP? auf. Im Nachgang der aktiven Zeit fanden 2003 und 2009 im Beat Club in Dessau zwei Konzerte von PP? statt. Das Konzert aus dem Jahr 2009 wurde 2010 als Livealbum inklusive einer DVD veröffentlicht.

## Stil
Die Musik von PP? ordnet sich dem Electro der 1990er Jahre unter und gilt als Crossover aus Dark Wave, EBM und Techno.

## Diskografie
- 1990: Uncertainty VI (Demo, Selbstverlag)
- 1991: Taste It or Leave It (Demo, Selbstverlag)
- 1991: Bring Me The Neighbour’s Dog Before I Fuck Myself (Demo, Selbstverlag)
- 1991: O.M., Her Sliding Fluid & Me (Demo, Selbstverlag)
- 1991: Suicide Passions (Demo, Selbstverlag)
- 1992: Contacts #7 (Split-EP mit Notstandskomitee, Jeremy Bamber Tapes)
- 1992: Splendid Threat (EP, KM Musik)
- 1993: Beans, Cold & Circulate (MC-Kompilation, Cat Killer)
- 1994: Itum Allenro (Album, KM Musik)
- 1994: Live In St. Niklaas 1994 (Live-Album, Gorkon Recordings)
- 1994: Live In Waregem 1994 (Live-Album, Electrope)
- 1995: Tod, Tanz & Tarantelbein (VHS, Develop)
- 1997: Like A Tongue (EP, Sample & Hold Musikproduktionen)
- 1999: In ComA (MC-EP, Selbstverlag)
- 2009: Todvd-r, Tanz & Tarantelbein (DVD, Selbstverlag)
- 2009: Feinste Auslese – Nur Das Beste Von PP? (Kompilation, Zero01one)
- 2010: Live In Dessau 2009 (Live-Album inkl. DVD, Selbstverlag)